# Beerfelden
Beerfelden település Németországban, Hessen tartományban. Lakosainak száma 6399 fő (2015. december 31.). Beerfelden Hesseneck és Erbach (Odenwald) községekkel határos.

## Népesség
A település népességének változása:

| 2015 | 6 399 |